# (2006) Polonskaya
(2006) Polonskaya es un asteroide perteneciente al cinturón de asteroides descubierto por Nikolái Stepánovich Chernyj desde el Observatorio Astrofísico de Crimea, en Naúchni, el 22 de septiembre de 1973.

## Designación y nombre
Polonskaya se designó al principio como 1973 SB3.
Posteriormente fue nombrado en honor de la astrónoma soviética Elena Kazimirtchak-Polonskaïa.

## Características orbitales
Polonskaya está situado a una distancia media del Sol de 2,324 ua, pudiendo acercarse hasta 1,875 ua y alejarse hasta 2,773 ua. Su inclinación orbital es 4,919 grados y la excentricidad 0,1933. Emplea 1294 días en completar una órbita alrededor del Sol.

## Características físicas
La magnitud absoluta de Polonskaya es 12,9 y el periodo de rotación de 3,118 horas.